# Jarl Öhman
Jarl Öhman (Helsinki, 14 november 1891 – Kokkola, 20 januari 1936) was een amateurvoetballer uit Finland, die speelde als aanvaller gedurende zijn carrière. Hij kwam uit voor HIFK Helsinki en beëindigde zijn actieve loopbaan in 1922. Daarna werd hij Finlands eerste bondscoach. Hij leidde de nationale ploeg in 1922 (vier duels). Öhman overleed op 44-jarige leeftijd.

## Interlandcarrière
Öhman, bijgenaamd "Lali", kwam in totaal twaalf keer (negen doelpunten) uit voor de nationale ploeg van Finland in de periode 1911–1922. Hij nam met zijn vaderland deel aan de Olympische Spelen van 1912 in Zweden. Daar won Finland van achtereenvolgens Italië (3-2) en Rusland (2-1), om vervolgens in de halve finale met 4-0 onderuit te gaan tegen Groot-Brittannië. In de troostfinale werd Finland met 9-0 afgedroogd door Nederland, onder meer door vijf doelpunten van UVV-aanvaller Jan Vos. Öhman scoorde in beide groepsduels, net als Bror Wiberg.